# Футура (футбольний клуб)
СК «Футура» (словац. ŠK Futura Humenné) — словацький футбольний клуб з міста Гуменне, що в Пряшівщині. Заснований в 1903 році. Домашні матчі приймає на стадіоні «Хемлонський стадіон», вмістимістю 4 750 глядачів.
Здебільшого виступав у нижчих лігах словацького футболу. Лише в сезонах з 1993-2000 років пробився до Словацької Суперліги. Найбільше досягнення — володар Кубка Словаччини в 1996 році, та участь в сезоні 1996-97 в розіграші Ліги Європи УЄФА. В 2015 році, через фінансові негаразди, клуб передав свою ліцензію в сусіднє містечко Свидник і тимчасово припинив діяльність (лише юнацькі та дитячі команди залишилися в Гуменне)

## Атрибути
Від часу свого заснування команда містечка Гуменне представляла місцевий українсько-русинський край. Тому кольори клубу та інші атрибути перегукувалися із місцевими елементами та кольористикою.

### Назви команди
- 1903 – «Гомоннай Атлетік Клуб» («Homonnai AC» Homonnai Athlétikai Club)
- 1920 – «Гуменський Атлетік Клуб» («Humensky AC» Humensky atleticky club)
- 1948 – «Сокіл Гуменне» («Sokol Humenné»)
- 1920 – «Гуменський Атлетік Клуб» («Humensky AC» Humensky atleticky club)
- 1951 – «ГАК ЧССЗ Гуменне» («HAC ČSSZ Humenné» Humensky atleticky club Československé spojené závody Humenné)
- 1952 – «ЧССЗ Гуменне» («ČSSZ Humenné» Československé spojené závody Humenné)
- 1953 – «ДСО Татран  Гуменне» («DŠO Tatran Humenné» Dobrovoľná športová organizácia Tatran Humenné)
- 1967 – «ГС Хемко Гуменне» («TJ Chemko Humenné» Telovýchovná jednota Chemko Humenné)
- 1968 – «ГС Локомотива ХЗЗ Гуменне» («TJ Lokomotíva CHZZ Humenné» Telovýchovná jednota Lokomotíva Chemlon združené závody Humenné)
- 1973 – «ГС Хемлон Гуменне» («TJ Chemlon Humenné» Telovýchovná jednota Chemlon Humenné)
- 1991 – «ФК Хемлон Гуменне» («FC Chemlon Humenné» Football Club Chemlon Humenné)
- 1997 – «ГФК Гуменне» («HFC Humenné» Humensky futbalový club Humenné)
- 2000 – «1. ГФК Гуменне» («1. HFC Humenné» Prvý humensky futbalový club Humenné)
- 2012 – «СК Футура Гуменне» («ŠK Futura Humenné» Športový klub Futura Humenné)
- 2015 – припинили свої виступи й передали ліцензію до клубу «1. ФК Свидник» (1. FK Drustav Svidník)

### Адреса та власник
Власником клубу з 2012 року став Міхал Параска (Michal Paraska), а генеральним менеджером Мартін Фріґа (Martin Friga).

## Історія
Історія невеличкого клубу із українсько-русинського містечка на Пряшівщині повна неочікуваних подій: від балансування на межі ліквідації в нижчих лігах - до участі в матчах Єврокубків та здобуття одного з головних трофеїв Словаччини.

### Заснування і аматорський рівень
Перша згадка про футбол в невеличкому містечку Гуменне відноситься до заснування в 1903 році на русинському ріні (полі) першої команди «Гомонай Атлетік Клуб» (Homonnai Athlétikai Club).

### У часи Чехословаччини
У часи Чехословаччини,команда з маленького містечка не мала можливості вибратися на чільні позиції в футбольних лігах і була міцним колективом словацької нижчої ліги.

### Злет клубу і здобуття Кубку Словаччини
З літа 1993 року, внаслідок роз'єднання Чехії та Словаччини та формування одноосібних футбольних турнірів в кожній країні, команда з Гуменне отримала можливість стартувати у найголовнішій лізі країни — Горгонь лізі. Провівши там 7 сезонів, команда утвердилася середняком ліги. Але мав місце, неочікуваний злет команди змаленького східного містечка. Під назвою «Хемлон Гуменне» (FC Chemlon Humenné) в 1996 році русинам покорився Кубок Словацької футбольної ліги: вони у фіналі обіграли титулований «Спартак Трнава» (2 : 1).
Тому внаступному сезоні, команда дебютувала на європейській арені, прийнявшиучасть в турнірі Кубка Європи. Дебютант турніру в першій кваліфікації пройшов албанську Фламуртарі (Вльора) (Flamurtari Vlora), двічі перемігши їх (2: 0, 1: 0). У першому раунді їм жереб обрав знаного фаворита, грецький «АЕК (Афіни)». У двох напружених поєдинках: на виїзді 0: 1 та вдома 1: 2 — до наступного раунду пробилися греки.

### Падіння команди до нижчих ліг
Після скрутних фінансових часів для словацьких клубів, було реорганізовано футбольні ліги країни. Тому Гуменне випало в 2000 році повернутися до 1 ліги Словацького футболу. Цей перехід виявився вдвічі болісним, адже клуб, який нещодавно ще грав на євроарені, кілька разів підбирався до вершин турнірної таблиці, але так і не зумів повернутися до вищого ешелону. А невдовзі виявилися ще йфінансові негаразди в клубі - внаслідок чого команду залихоманило і вони почали опускатися в нижчіліги. Дійшло, до того,що команда грала уже в 4 лізі (аматорській) першості Словаччини - 5 за рівнем.

### Банкротство та об'єднання
Наприкінці сезону 2013 року знову заговорили про фінансову скруту в клубі. Ще два роки команда виживала в 3-й лізі Словацького футболу, перебуваючи в нижній частині турнірної таблиці Дивізіону «Схід». Тому коли надійшло запрошення від сусіднього клубу  «1. ФК Свидник» (1. FK Drustav Svidník), щодо викупу ліцензії (футбольної франшизи), керівники клубу погодилися. Таким чином провели об'єднання двох команд: майже весь дорослий склад перебрався до гірського русинського Свидника, тоді як юнацька та дитячі команди залишилися в Гуменному та зберегли за собою рідну назву та місця у відповідних вікових турнірах країни.

## Статистика та досягнення
- Чемпіон Першої ліги: 1
  - 1976-1977
- Володар Кубка Словаччини: 1
  - 1996

### Турнірні особливості
Більш як за сторічну історію клуб з Гуменного перебував у різних футбольних лігах (рівень) словацького футболу.
- 1962–1965: Крайова першість («Схід»);
- 1965–1975: Словацький футбольний дивізіон (Slovenská fotbalová divize);
- 1975–1993: Словацька народна футбольна ліга 1.СНФЛ (Slovenská národní fotbalová liga - 1. SNFL);
- 1993–2000: 1. Словацька футбольна ліга (1. slovenská fotbalová liga|1. liga;
- 2000–2004: 2. Словацька футбольна ліга (2. slovenská fotbalová liga|2. liga);
- 2004–2005: 3. Словацька футбольна ліга (3. slovenská fotbalová liga|3. liga - sk. Východ);
- 2005–2009: 2. Словацька футбольна ліга (2. slovenská fotbalová liga|2. liga);
- 2009–2011: 3. Словацька футбольна ліга (дивізіон «Схід») (3. slovenská fotbalová liga|3. liga - sk. Východ);
- 2011–2012: 4. ліга Східнословацького футбольного союзу (4. liga Východoslovenského futbalového zväzu);
- 2012–2015: 3. Словацька футбольна ліга (дивізіон «Схід») (3. slovenská fotbalová liga|3. liga - sk. Východ);
  - 2015–2018: 3. Словацька футбольна ліга (дивізіон «Схід») (3. slovenská fotbalová liga|3. liga - sk. Východ) об'єднані виступи з командою зі Свидника.;
    - 2017–2018: 3. Словацька футбольна ліга (дивізіон «Схід») (3. slovenská fotbalová liga|3. liga - sk. Východ) - дитячо-юнацькі колективи беруть участь в щорічних профільних турнірах (як під егідою футбольного союзу, так і під опікокою кількох крайової спортивної асоціації), готуючи нове поповнення клубу в недалекому майбутньому.

### Статистика (посезонно)
| в часи Чехословаччини (1962 – 1993) |                                               |        |     |     |     |     |     |     |     |     |       |
| Сезони                              | Ліга                                          | Рівень | Z   | V   | R   | P   | VG  | OG  | +/- | B   | Місце |
| 1962/63                             | Krajský přebor - sk. Východ                   | 3      | ... | ... | ... | ... | ... | ... | ... | ... |       |
| 1963/64                             | Krajský přebor - sk. Východ                   | 3      | ... | ... | ... | ... | ... | ... | ... | ... |       |
| 1964/65                             | Krajský přebor - sk. Východ                   | 3      | 24  | 12  | 3   | 9   | 42  | 37  | +5  | 27  | 6.    |
| 1965/66                             | Словацький футбольний дивізіон (d.F)          | 3      | 26  | 13  | 2   | 11  | 34  | 32  | +2  | 28  | 3.    |
| 1966/67                             | Словацький футбольний дивізіон (d.F)          | 3      | 26  | 12  | 3   | 11  | 50  | 34  | +16 | 27  | 4.    |
| 1967/68                             | Словацький футбольний дивізіон (d.F)          | 3      | 26  | 12  | 3   | 11  | 33  | 32  | +1  | 27  | 8.    |
| 1968/69                             | Словацький футбольний дивізіон (d.F)          | 3      | 26  | 8   | 5   | 13  | 31  | 41  | -10 | 21  | 12.   |
| 1969/70                             | Словацький футбольний дивізіон (d.F)          | 4      | 26  | 10  | 4   | 12  | 32  | 30  | +2  | 24  | 10.   |
| 1970/71                             | Словацький футбольний дивізіон (d.F)          | 4      | 26  | 12  | 2   | 12  | 39  | 36  | +3  | 26  | 6.    |
| 1971/72                             | Словацький футбольний дивізіон (d.F)          | 4      | 26  | 9   | 7   | 10  | 36  | 32  | +4  | 25  | 9.    |
| 1972/73                             | Словацький футбольний дивізіон (d.F)          | 4      | 26  | 10  | 6   | 10  | 43  | 33  | +10 | 26  | 6.    |
| 1973/74                             | Словацький футбольний дивізіон (d.F)          | 4      | 26  | 18  | 4   | 4   | 53  | 21  | +32 | 40  | 2.    |
| 1974/75                             | Словацький футбольний дивізіон (d.F)          | 4      | 26  | 19  | 3   | 4   | 50  | 14  | +36 | 41  | 1.    |
| 1975/76                             | 1. Словацька народна футбольна ліга (1. SNFL) | 3      | 30  | 10  | 6   | 10  | 32  | 32  | 0   | 26  | 3.    |
| 1976/77                             | 1. Словацька народна футбольна ліга (1. SNFL) | 3      | 30  | 19  | 2   | 9   | 58  | 31  | +27 | 40  | 1.    |
| 1977/78                             | 1. Словацька народна футбольна ліга (1. SNFL) | 2      | 30  | 13  | 5   | 12  | 38  | 40  | -2  | 31  | 5.    |
| 1978/79                             | 1. Словацька народна футбольна ліга (1. SNFL) | 2      | 30  | 14  | 7   | 9   | 42  | 36  | +6  | 35  | 4.    |
| 1979/80                             | 1. Словацька народна футбольна ліга (1. SNFL) | 2      | 30  | 13  | 4   | 13  | 39  | 39  | 0   | 30  | 9.    |
| 1980/81                             | 1. Словацька народна футбольна ліга (1. SNFL) | 2      | 30  | 12  | 6   | 12  | 33  | 45  | -12 | 30  | 10.   |
| 1981/82                             | 1. Словацька народна футбольна ліга (1. SNFL) | 2      | 30  | 11  | 7   | 12  | 28  | 32  | -4  | 29  | 10.   |
| 1982/83                             | 1. Словацька народна футбольна ліга (1. SNFL) | 2      | 30  | 10  | 8   | 12  | 36  | 48  | -12 | 26  | 10.   |
| 1983/84                             | 1. Словацька народна футбольна ліга (1. SNFL) | 2      | 30  | 10  | 8   | 12  | 35  | 38  | -3  | 26  | 11.   |
| 1984/85                             | 1. Словацька народна футбольна ліга (1. SNFL) | 2      | 30  | 11  | 9   | 10  | 33  | 43  | -10 | 31  | 7.    |
| 1985/86                             | 1. Словацька народна футбольна ліга (1. SNFL) | 2      | 30  | 10  | 8   | 12  | 38  | 52  | -14 | 28  | 10.   |
| 1986/87                             | 1. Словацька народна футбольна ліга (1. SNFL) | 2      | 30  | 9   | 6   | 15  | 29  | 51  | -22 | 24  | 14.   |
| 1987/88                             | 1. Словацька народна футбольна ліга (1. SNFL) | 2      | 30  | 12  | 4   | 14  | 35  | 37  | -2  | 26  | 12.   |
| 1988/89                             | 1. Словацька народна футбольна ліга (1. SNFL) | 2      | 30  | 8   | 8   | 14  | 34  | 49  | -15 | 24  | 15.   |
| 1989/90                             | 1. Словацька народна футбольна ліга (1. SNFL) | 2      | 30  | 8   | 12  | 10  | 37  | 40  | -3  | 28  | 11.   |
| 1990/91                             | 1. Словацька народна футбольна ліга (1. SNFL) | 2      | 30  | 9   | 10  | 11  | 33  | 34  | -1  | 28  | 13.   |
| 1991/92                             | 1. Словацька народна футбольна ліга (1. SNFL) | 2      | 30  | 15  | 3   | 12  | 46  | 41  | +5  | 33  | 5.    |
| 1992/93                             | 1. Словацька народна футбольна ліга (1. SNFL) | 2      | 30  | 15  | 5   | 10  | 46  | 26  | +20 | 35  | 5.    |
| В часи Словаччини (1993 – 2015)     |                                               |        |     |     |     |     |     |     |     |     |       |
| Сезони                              | Ліга                                          | Рівень | Z   | V   | R   | P   | VG  | OG  | +/- | B   | Місце |
| 1993/94                             | 1. Словацька футбольна ліга                   | 1      | 32  | 7   | 13  | 12  | 31  | 43  | -12 | 27  | 10.   |
| 1994/95                             | 1. Словацька футбольна ліга                   | 1      | 32  | 8   | 8   | 16  | 32  | 57  | -25 | 32  | 11.   |
| 1995/96                             | 1. Словацька футбольна ліга                   | 1      | 32  | 13  | 5   | 14  | 50  | 44  | +6  | 44  | 7.    |
| 1996/97                             | 1. Словацька футбольна ліга                   | 1      | 30  | 11  | 3   | 16  | 34  | 44  | -10 | 36  | 11.   |
| 1997/98                             | Mars superliga                                | 1      | 30  | 12  | 2   | 16  | 36  | 55  | -19 | 38  | 9.    |
| 1998/99                             | Mars superliga                                | 1      | 30  | 10  | 5   | 15  | 24  | 37  | -13 | 35  | 10.   |
| 1999/00                             | Mars superliga                                | 1      | 30  | 10  | 7   | 13  | 31  | 43  | -12 | 34  | 12.   |
| 2000/01                             | 2. Словацька футбольна ліга                   | 2      | 34  | 12  | 10  | 12  | 33  | 31  | +2  | 46  | 12.   |
| 2001/02                             | 2. Словацька футбольна ліга                   | 2      | 30  | 10  | 9   | 11  | 35  | 38  | -3  | 39  | 11.   |
| 2002/03                             | 2. Словацька футбольна ліга                   | 2      | 30  | 11  | 6   | 13  | 30  | 42  | -12 | 39  | 13.   |
| 2003/04                             | 2. Словацька футбольна ліга                   | 2      | 30  | 9   | 9   | 12  | 36  | 50  | -14 | 36  | 13.   |
| 2004/05                             | 3. Словацька футбольна ліга (Схід)            | 3      | ... | ... | ... | ... | ... | ... | ... | ... | 1.    |
| 2005/06                             | 2. Словацька футбольна ліга                   | 2      | 30  | 10  | 7   | 13  | 35  | 45  | -10 | 37  | 11.   |
| 2006/07                             | 2. Словацька футбольна ліга                   | 2      | 14  | 5   | 3   | 6   | 13  | 15  | -2  | 18  | 8.    |
| 2007/08                             | 2. Словацька футбольна ліга                   | 2      | 33  | 8   | 12  | 13  | 30  | 37  | -7  | 36  | 10.   |
| 2008/09                             | 2. Словацька футбольна ліга                   | 2      | 33  | 11  | 6   | 16  | 35  | 51  | -16 | 37  | 10.   |
| 2009/10                             | 3. Словацька футбольна ліга (Схід)            | 3      | 30  | 7   | 13  | 10  | 24  | 38  | -14 | 34  | 12.   |
| 2010/11                             | 3. Словацька футбольна ліга (Схід)            | 3      | 30  | 6   | 4   | 20  | 21  | 57  | -36 | 22  | 16.   |
| 2011/12                             | 4. liga VsFZ                                  | 4      | 30  | 19  | 5   | 6   | 60  | 23  | +37 | 62  | 1.    |
| 2012/13                             | 3. Словацька футбольна ліга (Схід)            | 3      | 30  | 11  | 6   | 13  | 42  | 40  | +2  | 39  | 12.   |
| 2013/14                             | 3. Словацька футбольна ліга (Схід)            | 3      | 30  | 12  | 6   | 12  | 37  | 54  | -17 | 42  | 10.   |
| 2014/15                             | 3. Словацька футбольна ліга (Схід)            | 3      | 30  | 11  | 3   | 16  | 31  | 60  | -29 | 36  | 14.   |